# 飾環

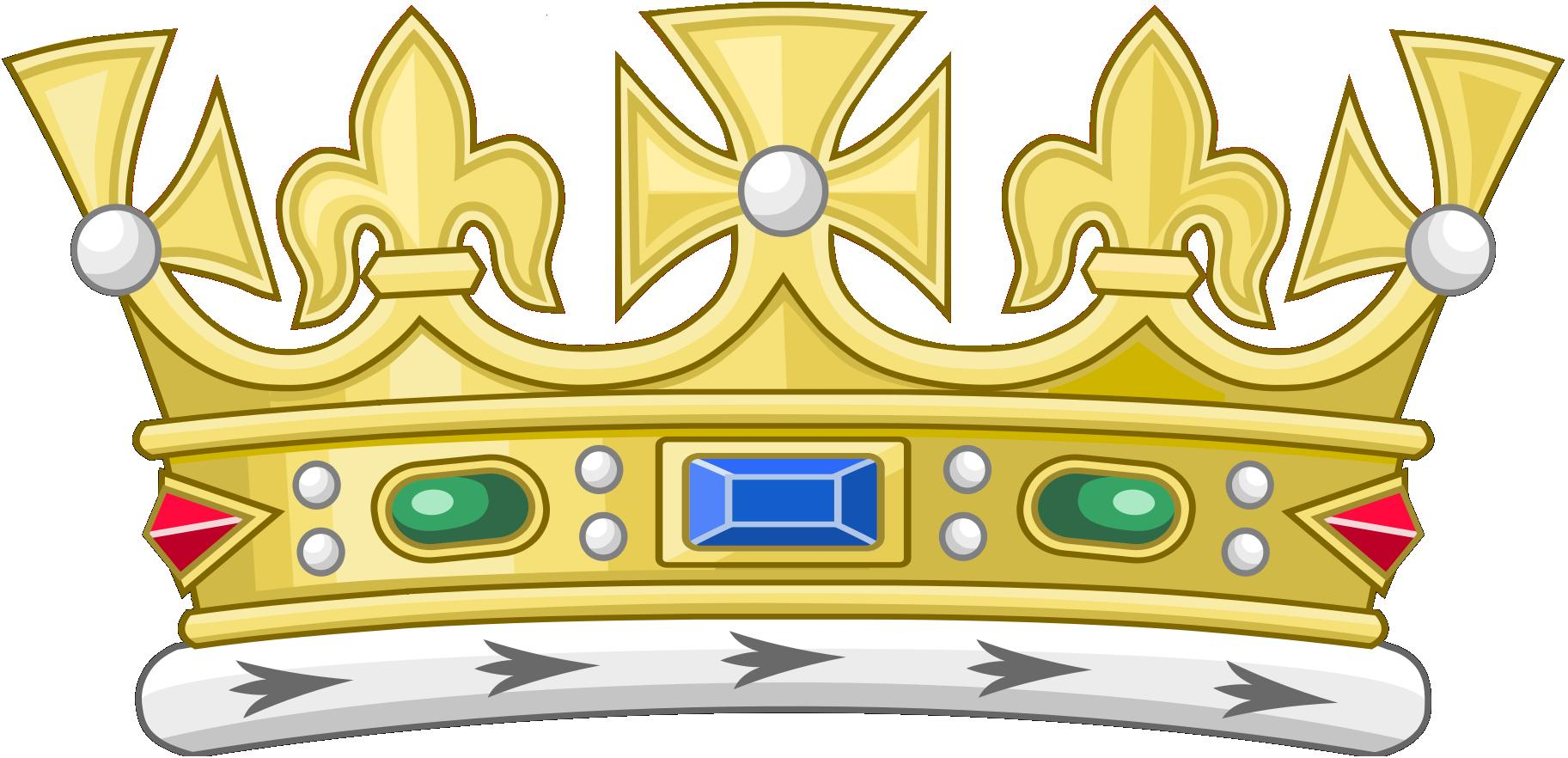
聖愛德華王冠的飾環（敞開冠）部分

飾環（英語：Circlet）或譯為頭環、冠，是一種頭飾，環繞頭圍，類似帶狀王冠或花冠，帶狀王冠與飾環二詞經常互換使用。「飾環」一詞也用來稱呼王冠或貴族冠的底部，亦可以指沒有拱圈的「敞開冠（英語：Open crown）」，在希臘語中，這種敞開冠稱為「Stephanos」，在拉丁語中稱為「Corona aperta」。